# エルバサン州
エルバサン州（アルバニア語: Qarku i Elbasanit、英語: Elbasan County）は、アルバニアの州である。州都はエルバサンである。面積3,199.08平方キロメートル、人口349,530人。東部でマケドニアとの国境を持ち、ディブラ州・コルチャ州・ベラト州・フィエル州・ティラナ州と州境を接している。

## 関連項目

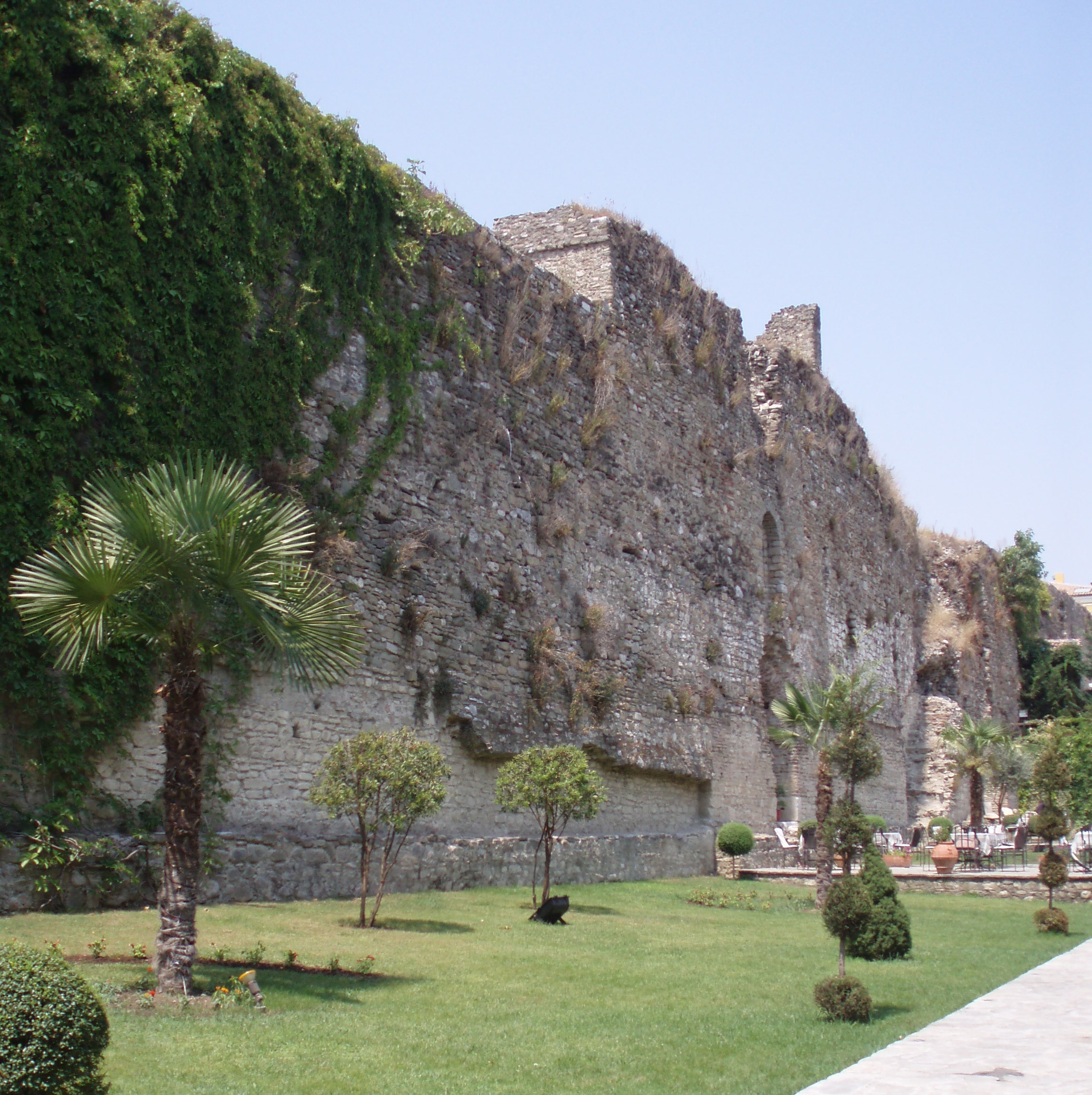
エルバサンの城砦

## 下部行政区画
- エルバサン県
- グラムシ県
- リブラジュド県
- ペチン県